# 藤田和輝
藤田 和輝（ふじた かずき、2001年2月19日 - ）は、新潟県新潟市出身のプロサッカー選手。Jリーグ・アルビレックス新潟所属。ポジションはゴールキーパー（GK）。

## 来歴
アルビレックス新潟の下部組織出身。2018年8月31日にトップチームへの昇格内定および2種登録が発表された。
2019年より早稲田大学人間科学部eスクール健康福祉科学科に在籍。
2020シーズンは、大分から期限付きで加入し、開幕戦も先発出場を果たしていた小島亨介が新型コロナウイルスによる中断期間中に負傷。再開後の第2節からベテラン大谷幸輝などを抑えて、レギュラーを獲得した。さらに同年11月4日のJ2第31節・モンテディオ山形戦での出場により、通算試合出場時間がプロA契約締結条件である900分を満たし、2020年12月3日にプロA契約を締結した。
しかし2021シーズンは一転。小島の離脱は続いていたが、開幕から阿部航斗がレギュラーに定着し、小島復帰後は第3GKに降格した。そのため、この年の出場は途中出場2試合に留まった。
2021年12月30日、栃木SCへ期限付き移籍することが発表された。2022年シーズンは第10節のロアッソ熊本戦から先発出場の機会を得たが、第14節のモンテディオ山形戦でレッドカードを受け退場。試合にも敗れた。その後は川田修平に先発出場の座は移り、藤田は再び控えに回った。
2023年は自身初の開幕スタメンに選ばれる。一時川田にスタメンを奪われるものの、第15節・水戸ホーリーホック戦から再度正GKの座を奪うと、2022年アジア競技大会のメンバーに選ばれ離脱した3試合を除く全試合に出場、自身最多の32試合に出場した。
2024年、ジェフユナイテッド千葉に期限付き移籍。開幕からスタメンの座を確保するものの、5月18日にホームで行われたJ2第16節・愛媛FC戦ではオウンゴールを献上する出来事もあった。
2024年シーズン終了後、翌シーズンも千葉に残る意向を示していたが、レンタル元の新潟では主力の小島と阿部が揃って完全移籍により離脱。新潟から請われる形で、2025年、4年ぶりに新潟に復帰した。2025年シーズンは、開幕戦で先発してJ1初出場。その後の試合も先発を務めたが、チームの成績が低迷。第12節からは吉満大介に先発の座を奪われる形となった。

## 所属クラブ
- アルビレックス新潟ジュニア（新潟大学教育学部附属新潟小学校）
- 2013年 - 2015年 アルビレックス新潟U-15（新潟大学教育学部附属新潟中学校）
- 2016年 - 2018年 アルビレックス新潟U-18（開志学園高等学校）
  - 2018年8月 - 同年12月  アルビレックス新潟（2種登録選手）
- 2019年 -  アルビレックス新潟
  - 2022年 - 2023年  栃木SC（期限付き移籍）
  - 2024年  ジェフユナイテッド千葉（期限付き移籍）

## 個人成績
| 国内大会個人成績 | 国内大会個人成績 | 国内大会個人成績 | 国内大会個人成績 | 国内大会個人成績 | 国内大会個人成績 | 国内大会個人成績 | 国内大会個人成績 | 国内大会個人成績 | 国内大会個人成績 | 国内大会個人成績 | 国内大会個人成績 |
| 年度             | クラブ           | 背番号           | リーグ           | リーグ戦         | リーグ戦         | リーグ杯         | リーグ杯         | オープン杯       | オープン杯       | 期間通算         | 期間通算         |
| 年度             | クラブ           | 背番号           | リーグ           | 出場             | 得点             | 出場             | 得点             | 出場             | 得点             | 出場             | 得点             |
| 日本             | 日本             | 日本             | 日本             | リーグ戦         | リーグ戦         | リーグ杯         | リーグ杯         | 天皇杯           | 天皇杯           | 期間通算         | 期間通算         |
| ---------------- | ---------------- | ---------------- | ---------------- | ---------------- | ---------------- | ---------------- | ---------------- | ---------------- | ---------------- | ---------------- | ---------------- |
| 2019             | 新潟             | 41               | J2               | 0                | 0                | -                | -                | 0                | 0                | 0                | 0                |
| 2020             | 新潟             | 41               | J2               | 21               | 0                | -                | -                | -                | -                | 21               | 0                |
| 2021             | 新潟             | 41               | J2               | 2                | 0                | -                | -                | 0                | 0                | 2                | 0                |
| 2022             | 栃木             | 41               | J2               | 7                | 0                | -                | -                | 3                | 0                | 10               | 0                |
| 2023             | 栃木             | 41               | J2               | 32               | 0                | -                | -                | 1                | 0                | 33               | 0                |
| 2024             | 千葉             | 1                | J2               | 24               | 0                | 0                | 0                | 1                | 0                | 25               | 0                |
| 2025             | 新潟             | 1                | J1               |                  |                  |                  |                  |                  |                  |                  |                  |
| 通算             | 日本             | 日本             | J1               |                  |                  |                  |                  |                  |                  |                  |                  |
| 通算             | 日本             | 日本             | J2               | 86               | 0                | 0                | 0                | 5                | 0                | 91               | 0                |
| 総通算           | 総通算           | 総通算           | 総通算           | 86               | 0                | 0                | 0                | 5                | 0                | 91               | 0                |

- 2018年は2種登録選手としての出場はなし

出場歴
- Jリーグ初出場 - 2020年6月27日 J2第2節 ヴァンフォーレ甲府戦 (山梨中銀スタジアム)

## 代表歴
- U-19日本代表
  - 千葉キャンプ（2020年）
- U-20日本代表
  - 千葉キャンプ（2021年）
- U-22日本代表
  - 第19回アジア競技大会（2022・杭州）（2023年）[10]